# لیو شوآن (ژیمناست)
لیو شوآن (ژیمناست) (به انگلیسی: Liu Xuan (gymnast)) ژیمناست زادهٔ ۱۲ مارس ۱۹۷۹ میلادی اهل کشور چین است.